# 필립 짐바르도

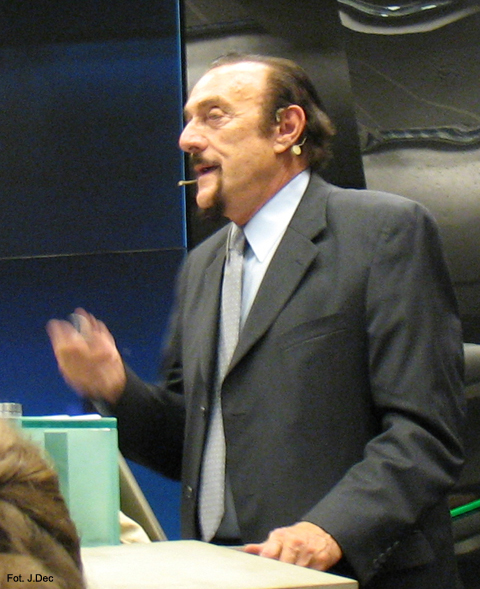
바르샤바 2009년 필립 짐바르도

필립 조지 짐바르도(Philip George Zimbardo, 1933년 3월 23일~2024년 10월 14일)는 미국의 심리학자이며, 스탠퍼드 대학교 명예교수이다. 유명한 스탠퍼드 감옥 실험(SPE)을 수행하기도 했고, 이를 바탕으로 일부 미군들이 이라크인 포로들을 잔혹하게 다루는 행위를 분석하여 《루시퍼 효과》(Lucifer Effect)라는 저서를 쓰기도 했다.

## 같이 보기
- 스탠리 밀그램
- 권위에의 복종